# Den bergtagna
Denna artikel behandlar en medeltidsballad. För operan som uppkallats efter balladen, se Den bergtagna (opera) och för Victoria Benedictssons drama med samma namn, se Den bergtagna (drama).

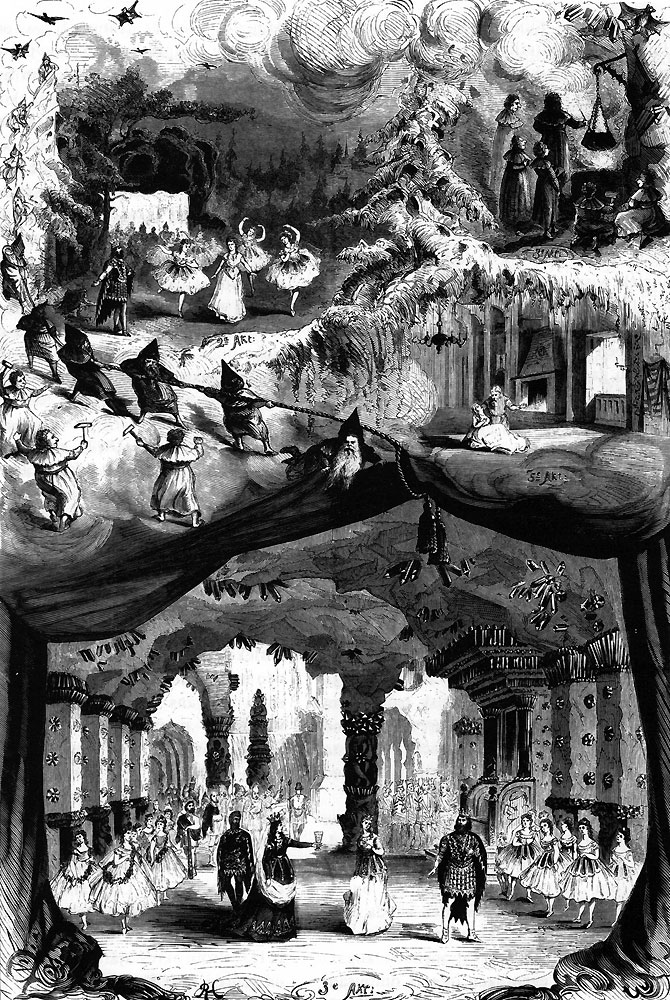
Scener från premiären 1874 av operan Den bergtagna som bygger på balladen. Teckning av Robert Haglund.

Den bergtagna (klassifikation: SMB 24, TSB A 54) är en naturmytisk balladtyp som finns upptecknad i Sveriges Medeltida Ballader i 53 svenska varianter (varav tolv är finlandssvenska) från 1810-talet och framåt. 23 av varianterna är försedda med melodier.

## Handling
En jungfru hamnar i bergakungens våld. Hon föder honom en mängd barn under en mängd år. Hon får lov att besöka hemmet; men under besöket försäger hon sig. Bergakungen för henne i vrede till berget.
I många varianter slutar visan med att jungfrun dricker något, och antingen dör, eller glömmer bort världen utanför berget och alla sina släktingar ("utom sin sorgbundna mor", i några varianter).
Varianterna skiljer sig även i övrigt litet åt till handlingen. Ibland är jungfrun till exempel i stället i "alvens", "ulvens" eller "blå kungens" våld.

## Paralleller på andra språk
Balladtypen finns också på danska som Jomfruen og dværgekongen (DgF 37), på färöiska (CCF 169), och på norska som Liti Kjersti og Bergekongen.

## Användning i moderna kulturyttringar
Frans Hedberg och Ivar Hallström skrev en opera med samma namn, som uruppfördes 1874. Balladen sjungs i operan, och operans handling bygger i hög grad på balladens.